# Sjöryd (herrgård)
Sjöryd är en herrgård i Ås socken, Grästorps kommun, Västergötland, belägen vid Dättern. 
Manbyggnaden är från 1750-talet. Huset motsvarar en typisk herrgård i gammal svensk tradition, en låg timmerbyggnad under ett valmat sadeltak belagt med skiffer.
En stor arbetsinsats gjordes i början av 1940-talet när ett invallningsföretag gjorde att en stor areal åkermark kunde vinnas. Över tre och en halv kilometer vallar byggdes till skydd för Dätterns översvämningar. Idag är delar av dem betesmark. Ett flerhundraårigt översvämningsproblem för området kunde därmed sägas vara till ända.
Gården har tidigare ägts av följande personer: Major Mauritz G. Zelow, landshövding Melchior Friedenreich, lagman Karl G. Friedenreich, överstelöjtnant Eric de Bruce, överjägmästare Georg Zelow och major Herman Conrad von Kruus. Vidare har major Karl Didrik von Geist varit innehavare, liksom major Åke Gabriel Belfrage, fänrik Carl Friberg, löjtnant Gustav Juringius, hovrättsnotarie O.W. Pettersson, häradshövding Jon Gustav Stenberg, bouteilleuren Lars Jonsson, bruksförvaltare Carl G. Brattström och bruksförvaltare Knut Mauritz Knutsson. I slutet av 1800-talet blev domänintendenten kapten Magnus Fredrik Rodhe ägare och därefter grosshandlare Sten Nordström, bankdirektör Knut Agathon Wallenberg, godsägare Harry Haller och godsägare Emil Kullborg samt Sjörreds AB.